# Gerard ter Borch
Gerard ter Borch (Zwolle, possivelmente em dezembro de 1617 - Deventer, 8 de dezembro de 1681), também conhecido como Gerard Terburg, foi um influente e pioneiro pintor neerlandês do gênero que viveu no Século de Ouro dos Países Baixos. Ele influenciou os pintores holandeses Gabriel Metsu, Gerrit Dou, Eglon van der Neer e Johannes Vermeer. De acordo com Arthur K. Wheelock Jr., Ter Borch "estabeleceu uma nova estrutura para o tema, levando as pessoas para o santuário da casa", mostrando as incertezas das figuras e habilmente insinuando suas vidas interiores. Sua influência como pintor, no entanto, foi mais tarde superada por Vermeer.

## Biografia
Gerard ter Borch nasceu em dezembro de 1617 em Zwolle, na província de Overijssel, na República Holandesa. 

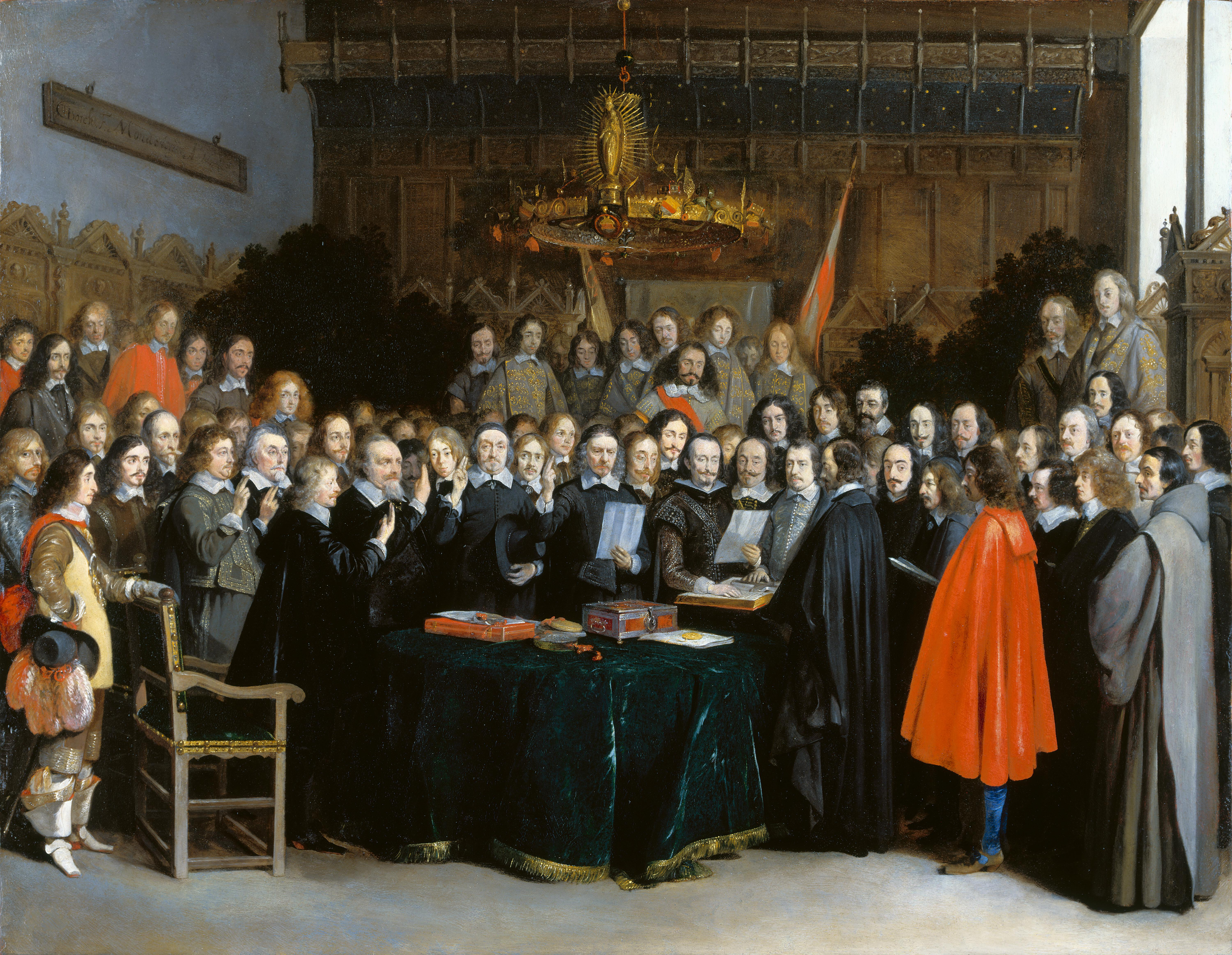
A Ratificação do Tratado Espanhol-Holandês de Münster, 15 de maio de 1648 (1648) na coleção doRijksmuseum em Amsterdam

Ele recebeu uma excelente educação de seu pai, Gerard ter Borch, o Velho, também um artista, e desenvolveu seu talento muito cedo. A inscrição em um estudo de uma cabeça prova que Ter Borch estava em Amsterdã em 1632, onde estudou possivelmente com Willem Cornelisz Duyster ou Pieter Codde. A influência de Duyster pode ser rastreada em uma foto com a data de 1638, no Ionides Bequest (Victoria and Albert Museum). Em 1634 ele estudou com Pieter de Molijn em Haarlem. Um registro desse período Haarlem é a Consulta (1635) na Galeria de Berlim.

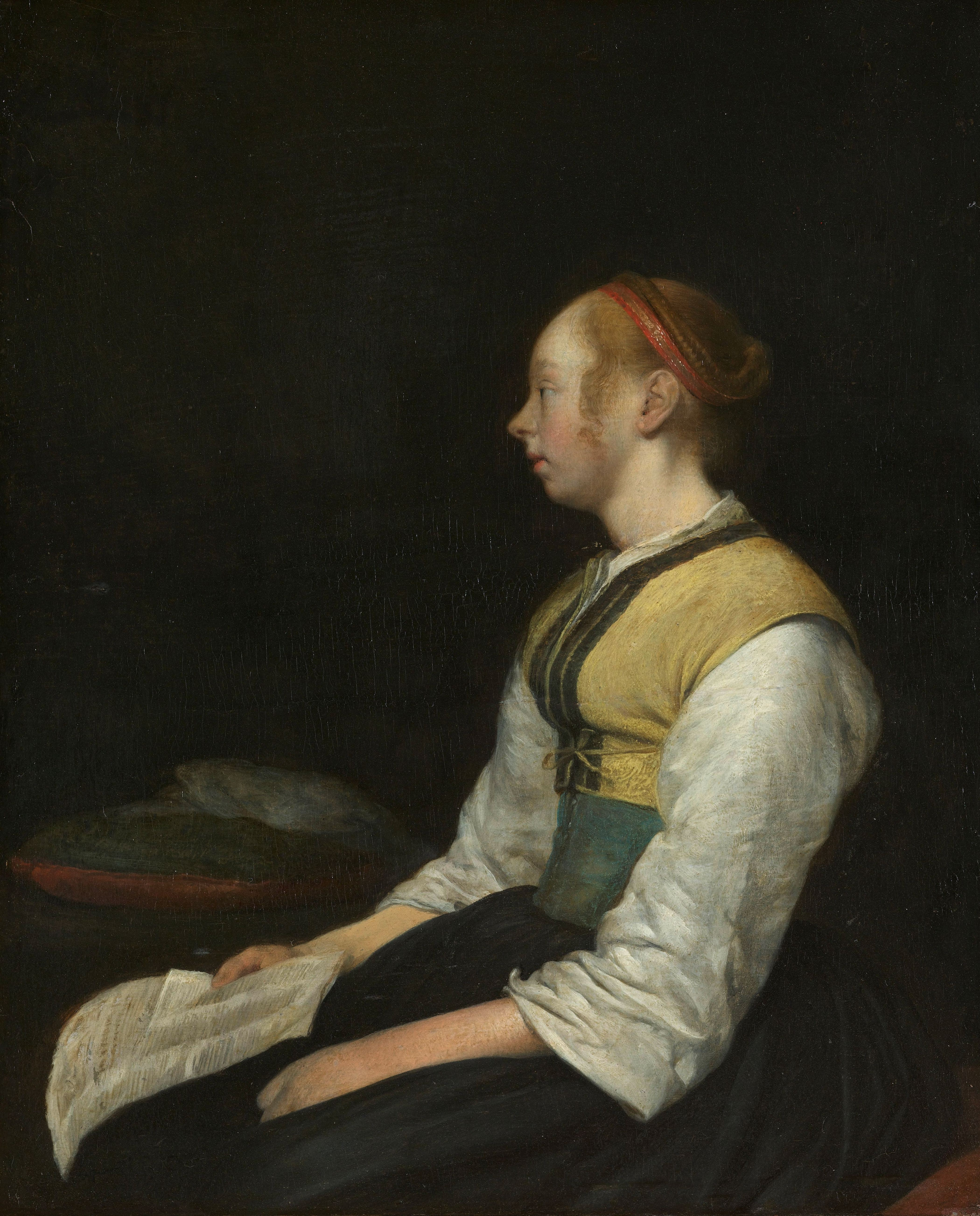
Sua irmã Gesina foi modelo para seu quadro Mulher Jovem Sentada (c. 1650)

Em 1635 ele estava em Londres, e posteriormente viajou pela Alemanha, França, Espanha e Itália. Sua irmã Gesina também se tornou pintora. É certo que esteve em Roma em 1641, quando pintou os pequenos retratos em cobre de Jan Six, A Young Lady (Six Collection, Amsterdam) e o retrato de um Gentlemen (DMK Collection Nuermberg). Em 1648 esteve em Münster durante a reunião do congresso que ratificou o tratado de paz entre espanhóis e holandeses, e executou seu célebre pequeno quadro, pintado sobre cobre, dos plenipotenciários reunidos - obra que, junto com o retrato de um homem em pé, agora representa o mestre da coleção nacional em Londres. O quadro foi comprado pelo marquês de Hertford na liquidação Demidoff de 1280 e apresentado à National Gallery por Sir Richard Wallace, por sugestão de seu secretário, Sir John Murray Scott.
Nessa época, Ter Borch foi convidado a visitar Madrid, onde recebeu emprego e a honra de cavaleiro de Filipe IV, mas, em consequência de uma intriga, dizem, foi obrigado a retornar à Holanda. Ele parece ter residido por um tempo em Haarlem; mas ele finalmente se estabeleceu em Deventer, onde se tornou membro do conselho da cidade, como aparece no retrato agora na galeria de Haia. Ele morreu em Deventer em 1681.

## Trabalhos
Ter Borch é um pintor significativo de assuntos de gênero. Ele é conhecido por sua representação de textura em cortinas, por exemplo em The Letter e em The Gallant Conversation, gravada por Johann Georg Wille.
As obras de Ter Borch são comparativamente raras; cerca de oitenta foram catalogados. Seis delas estão no Hermitage, seis no Museu de Berlim, cinco no Louvre, quatro no Museu Dresden, três no Getty Center, e dois na Wallace Collection. Um par de retratos foi localizado na Galeria Corcoran em Washington DC, com destaque em 2010 por Blake Gopnik.
A pintura do artista A visita do pretendente, c. 1658, óleo sobre tela, 80 x 75 cm (31½ × 29 9/16 pol.) Na Coleção Andrew W. Mellon, foi usado na capa da segunda edição de História da Arte de Marilyn Stokstad.

### Trabalhos selecionados

Pinturas de Gerard ter Borch
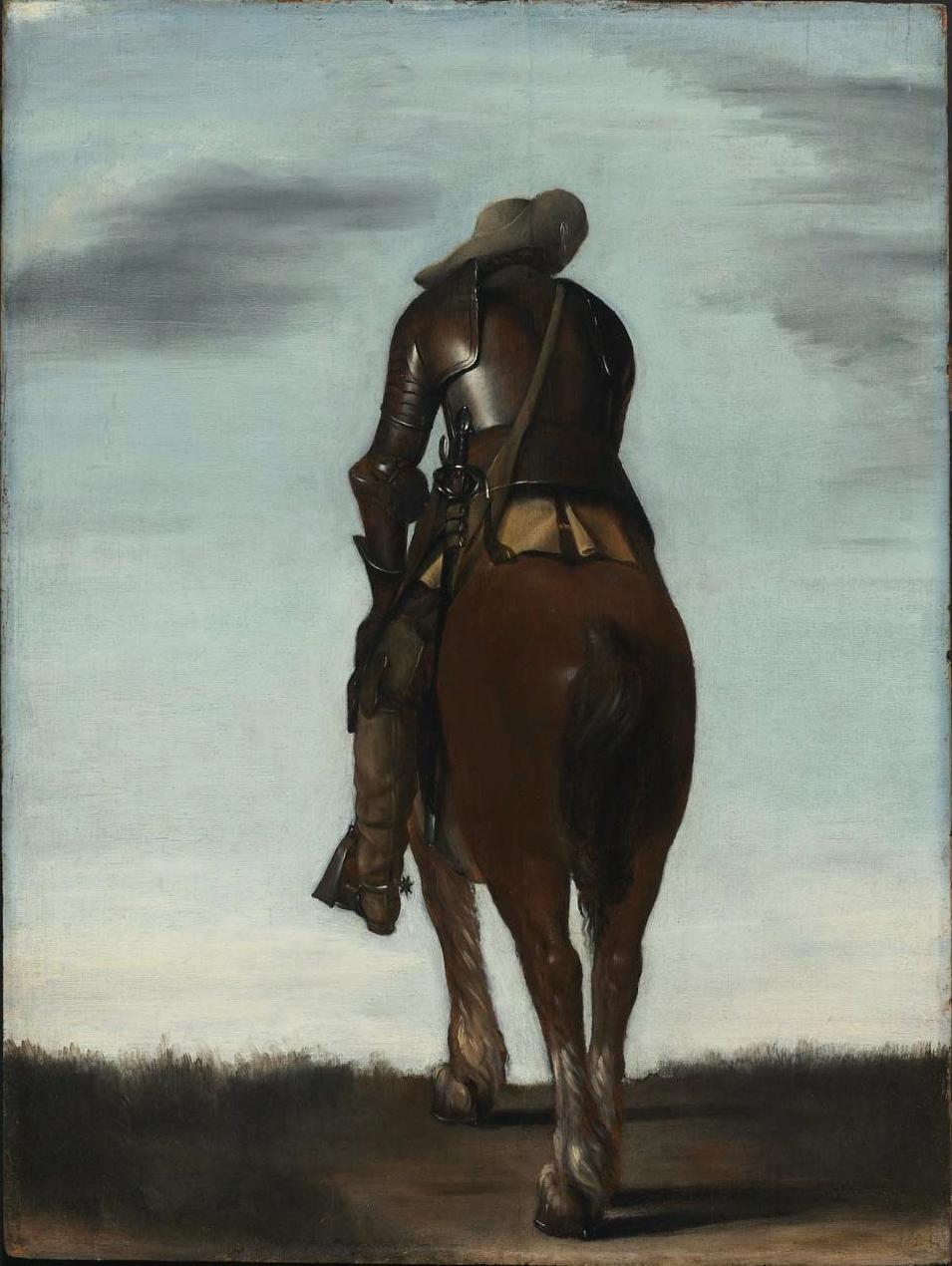
Homem a cavalo (1634)
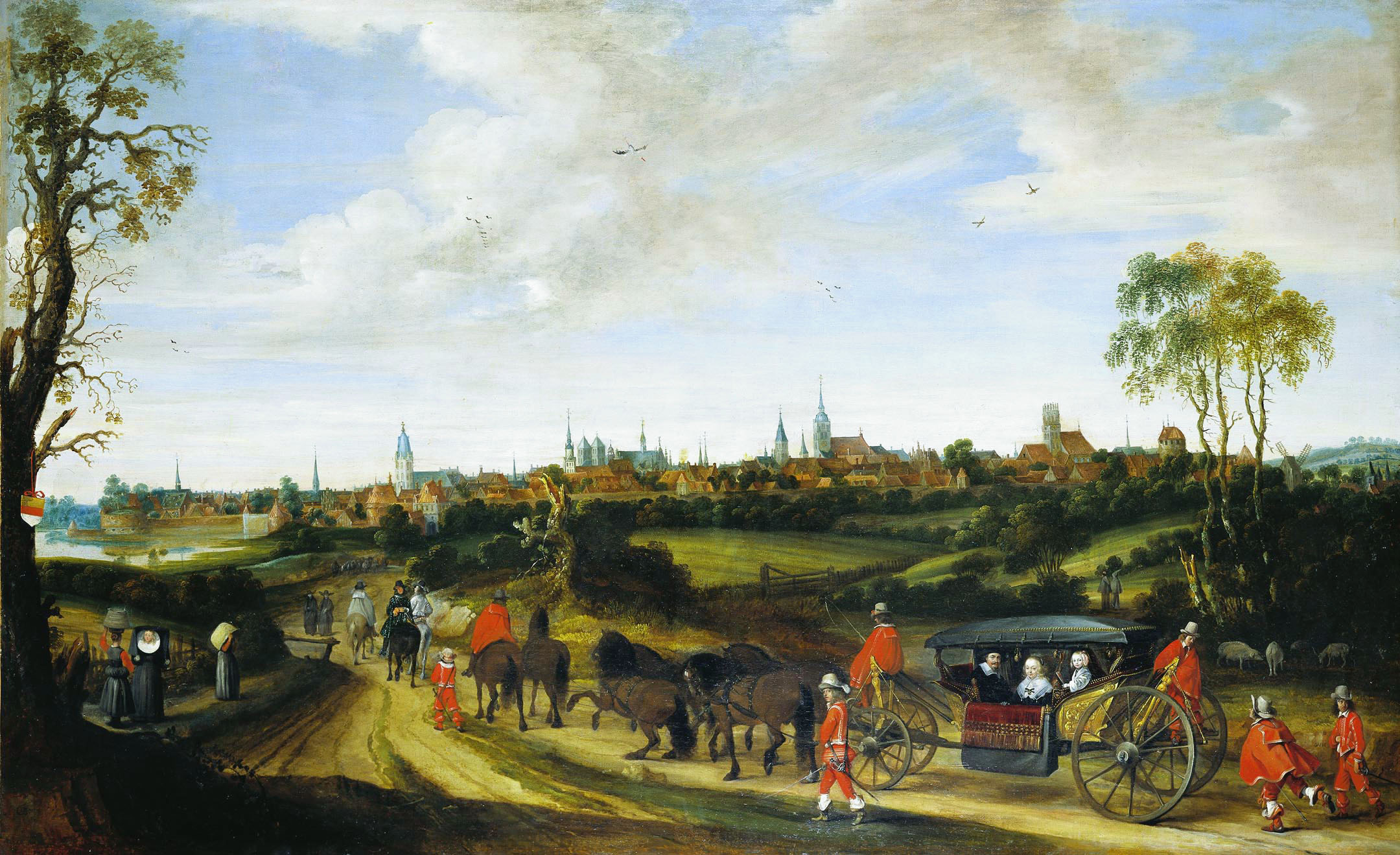
A chegada de Adrian Pauw a Münster (1646)
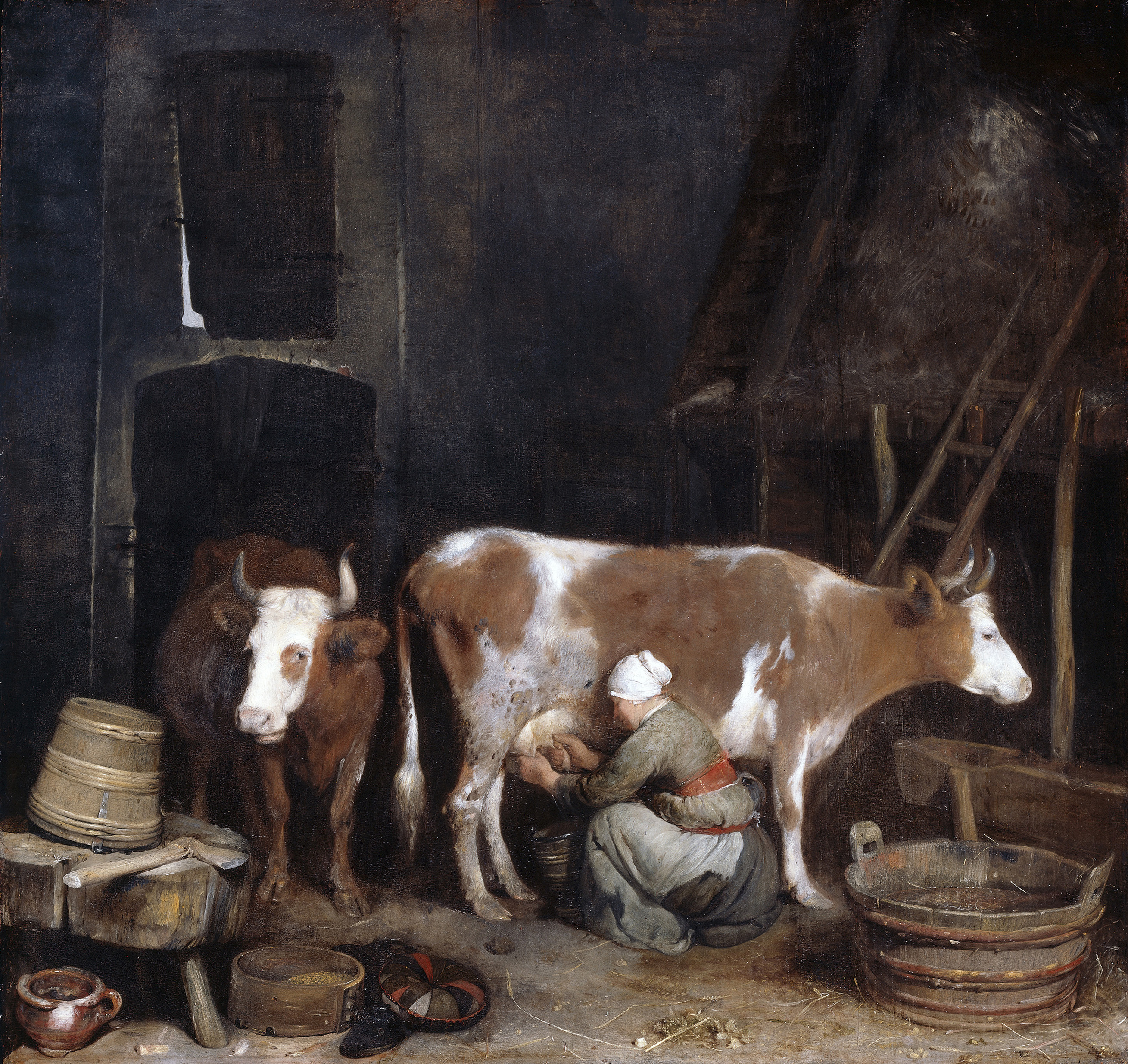
Uma empregada doméstica ordenhando uma vaca em um celeiro ( c. 1652-54)
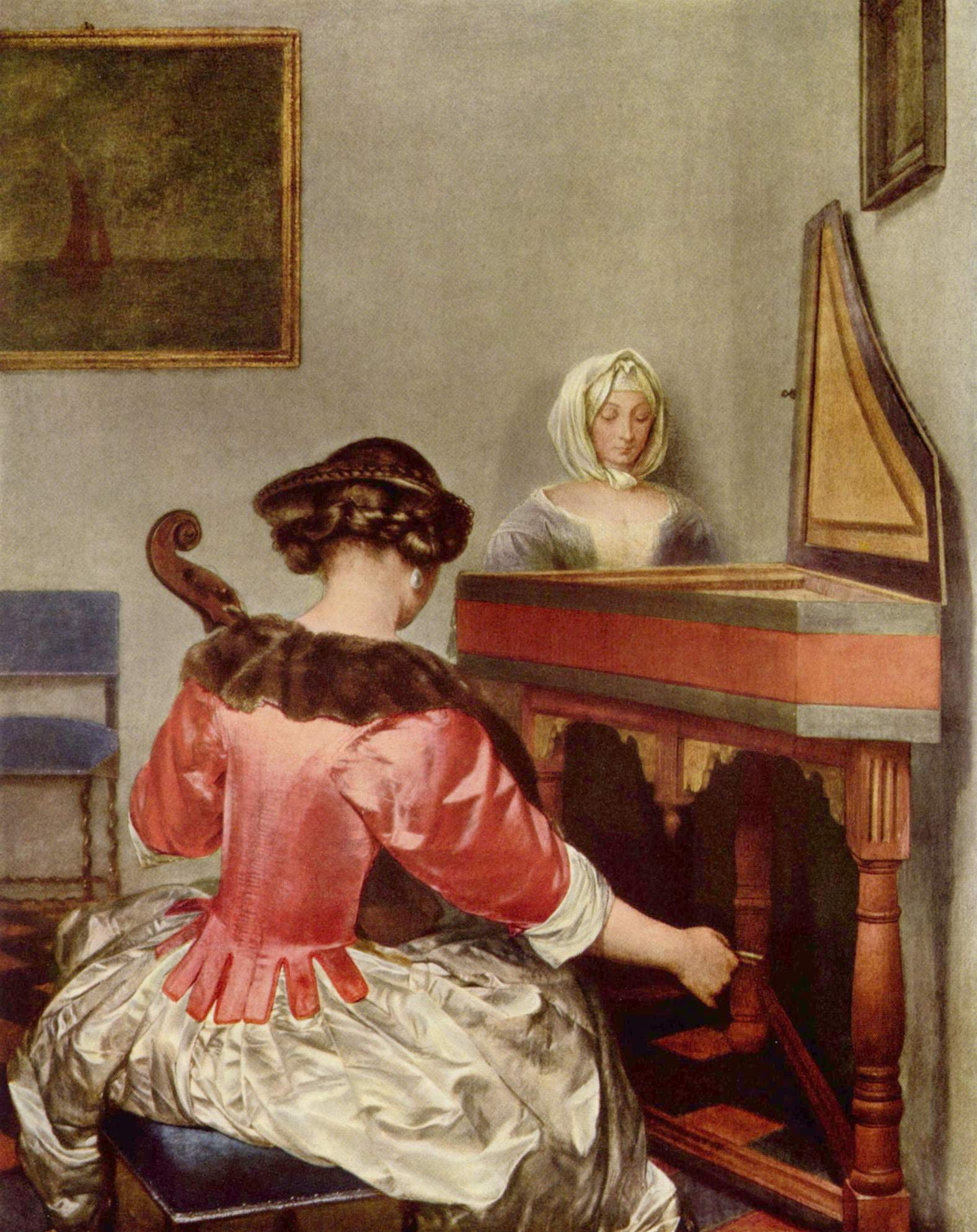
O concerto (1655)
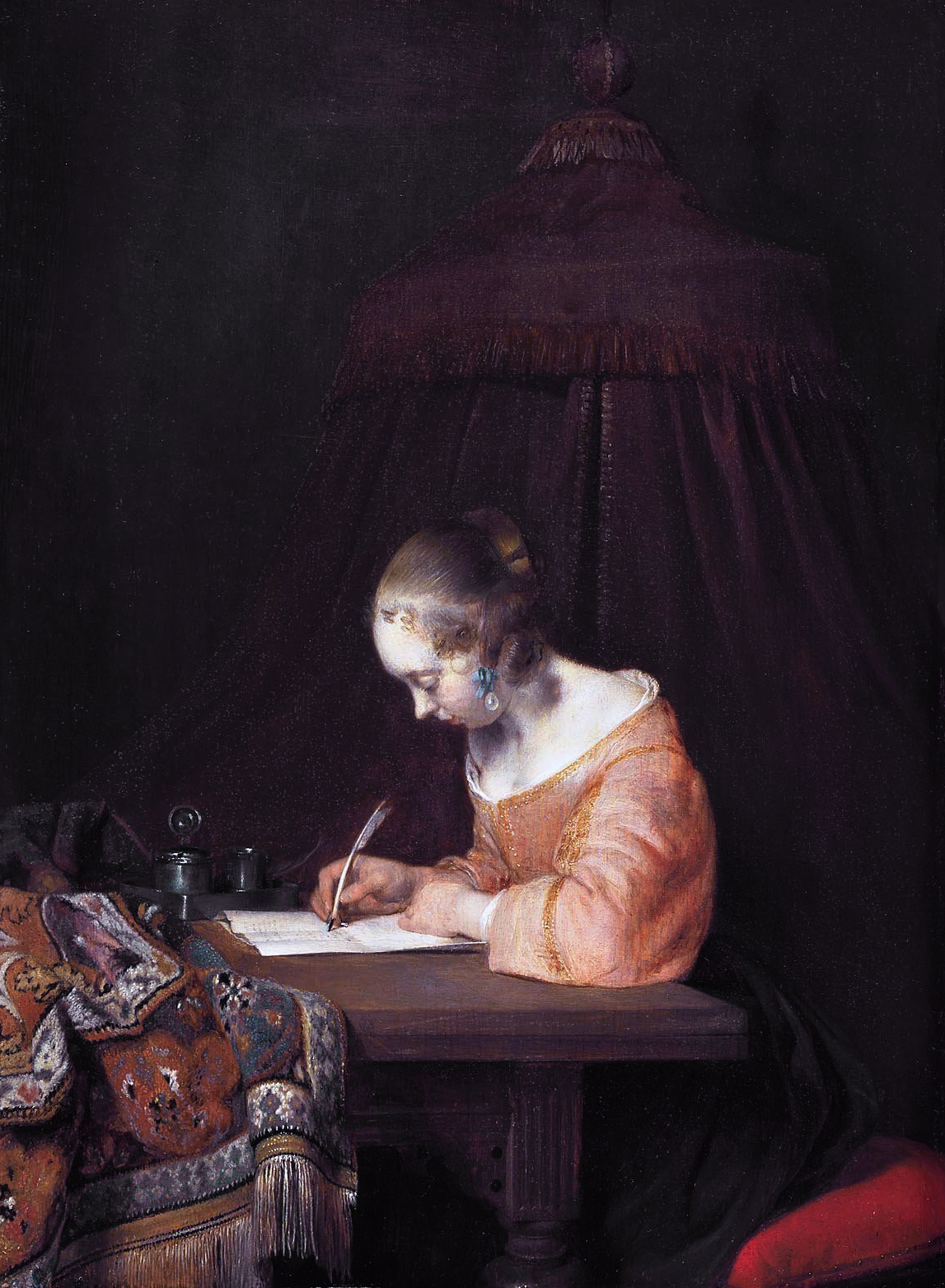
Mulher escrevendo uma carta ( c. 1655)
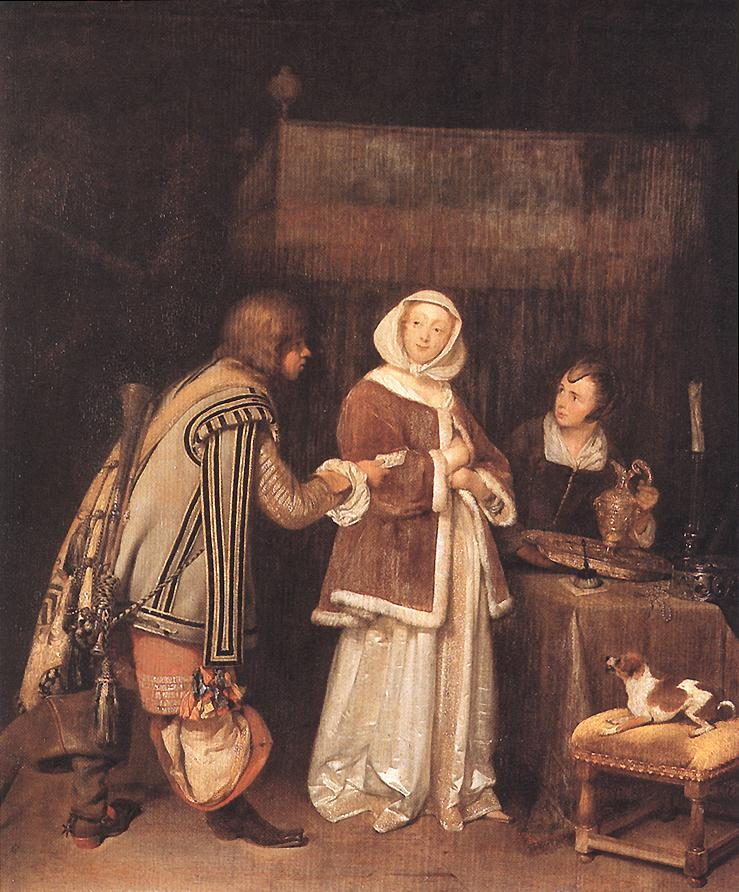
A carta ( c. 1655)
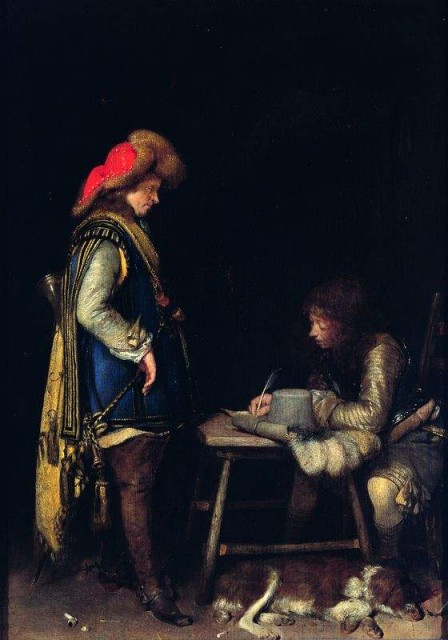
Um oficial ditando uma carta ( c. 1657-58)
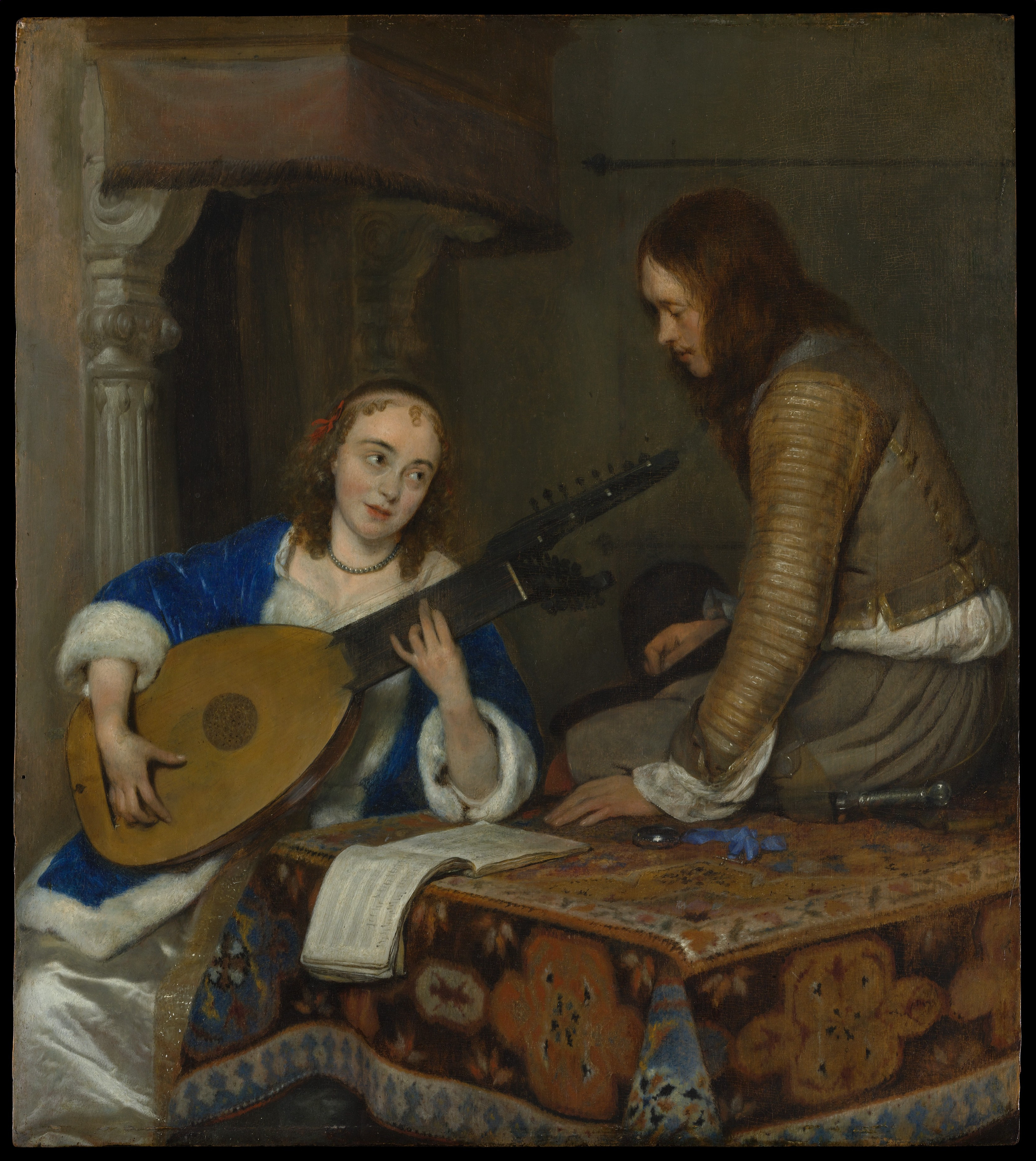
Uma mulher tocando o Teorbo-alaúde e um Cavalier, por volta de 1658, Museu Metropolitano de Arte
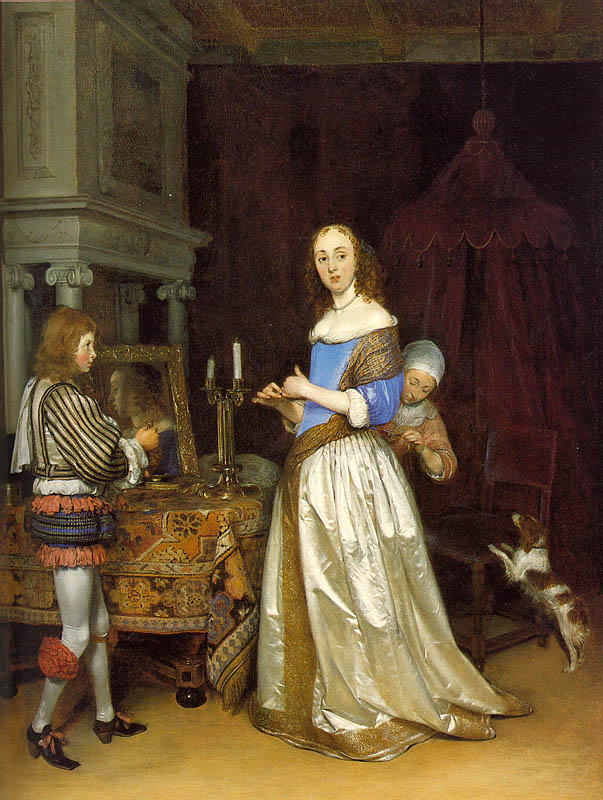
Senhora em sua Toilette (1660)
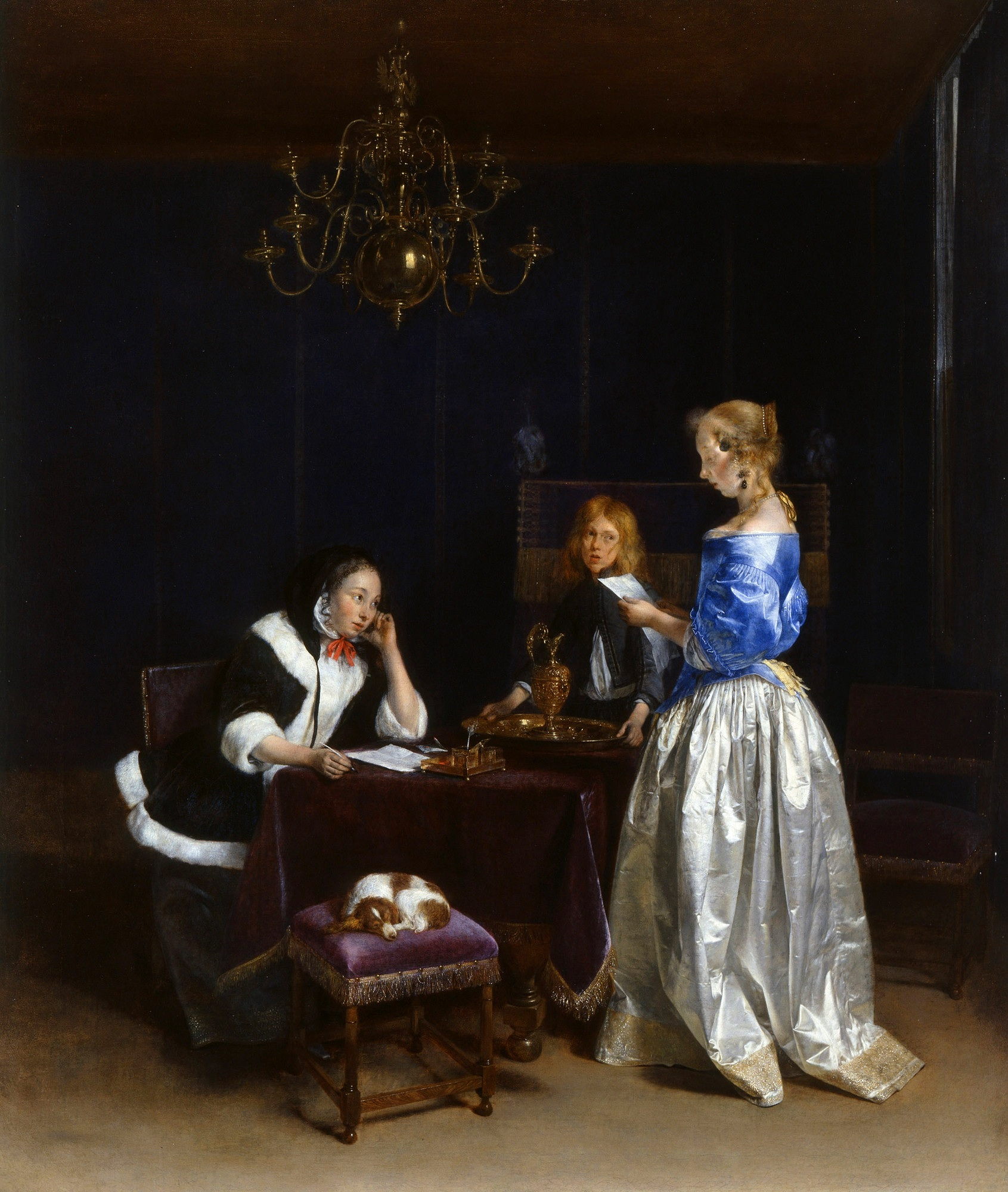
Mulher lendo uma carta ( c. 1660-1662)
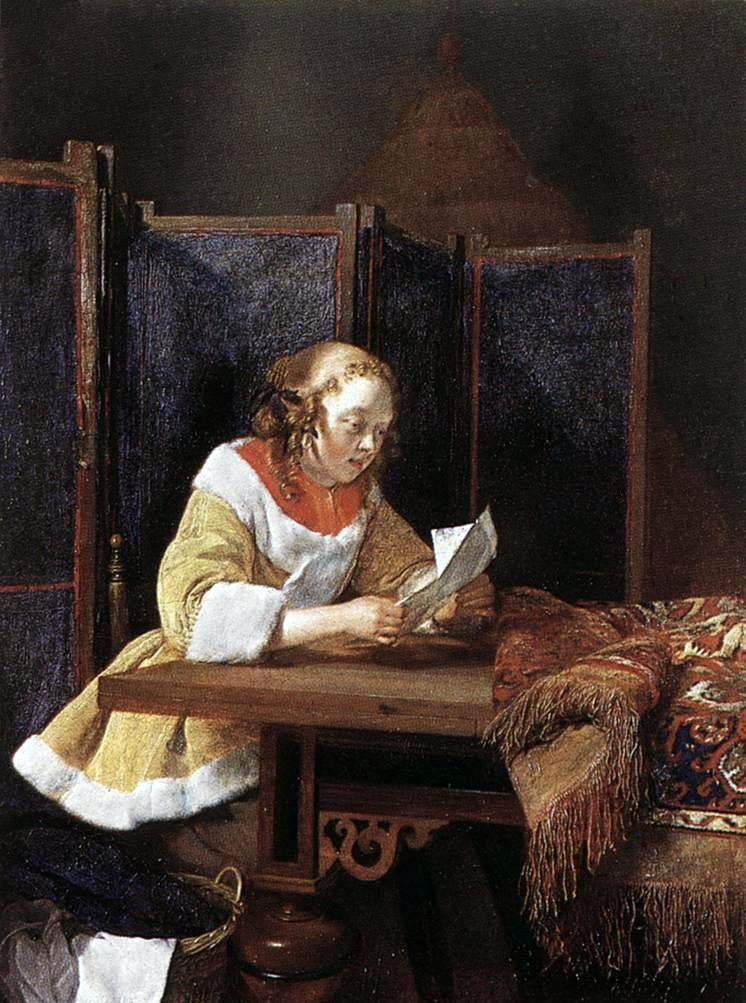
Uma senhora lendo uma carta (1662)
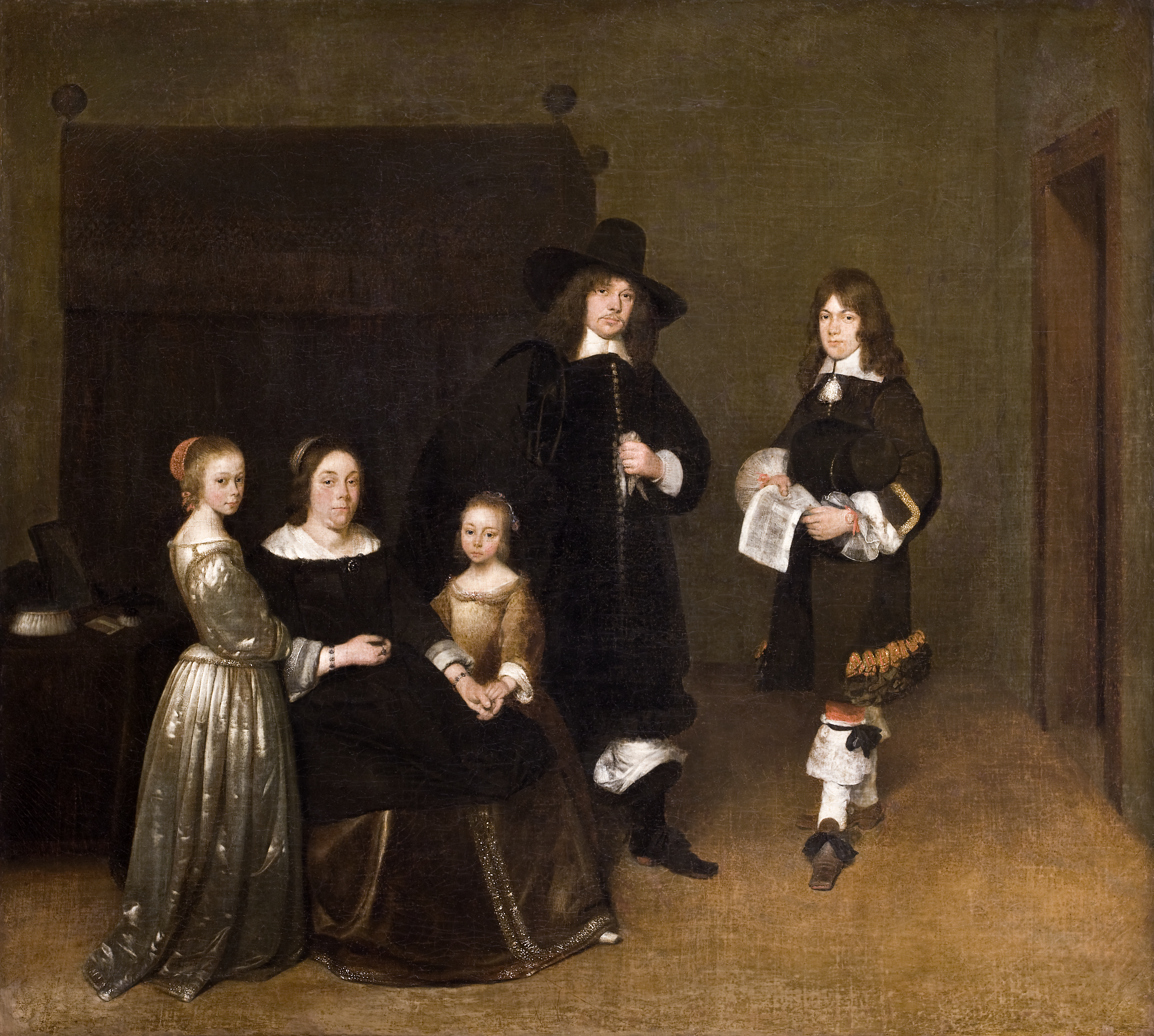
Retrato de uma família (após 1656)
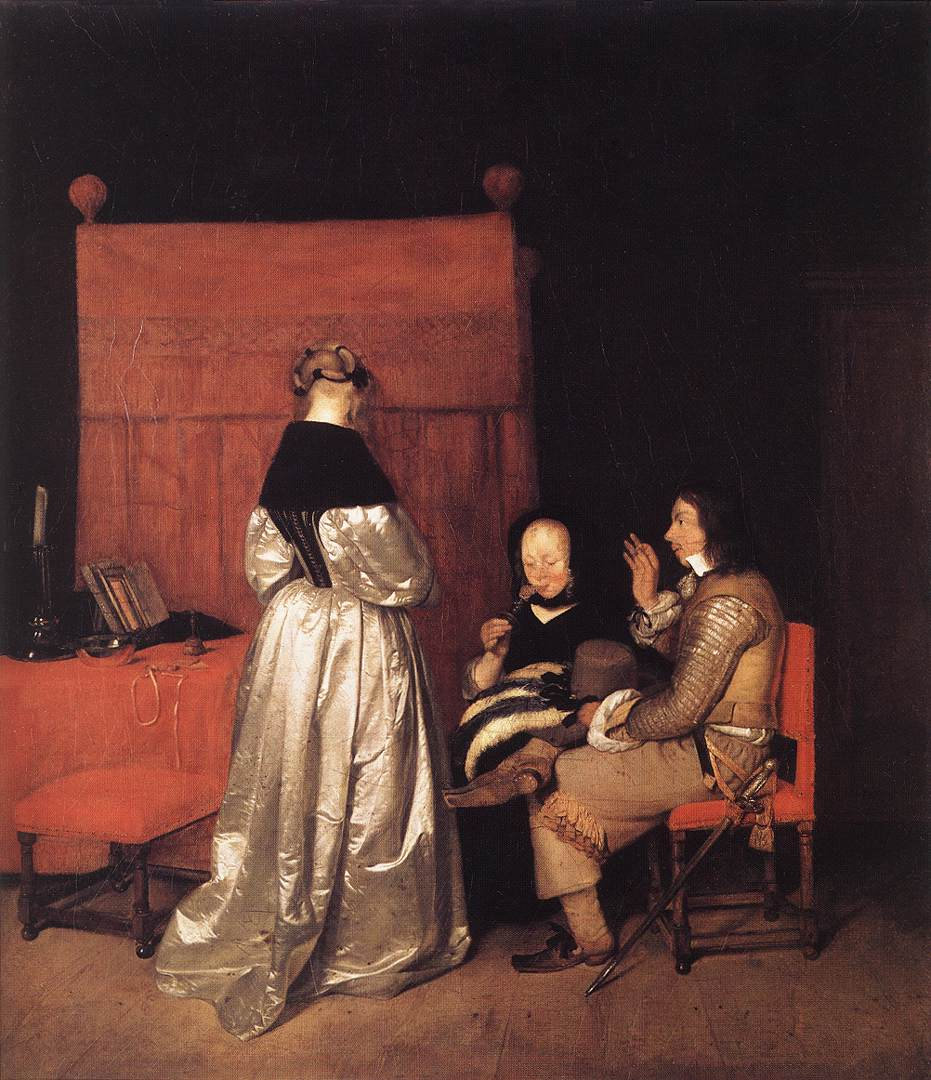
Parental Admonition, c. 1654, Museus Estatais de Berlim
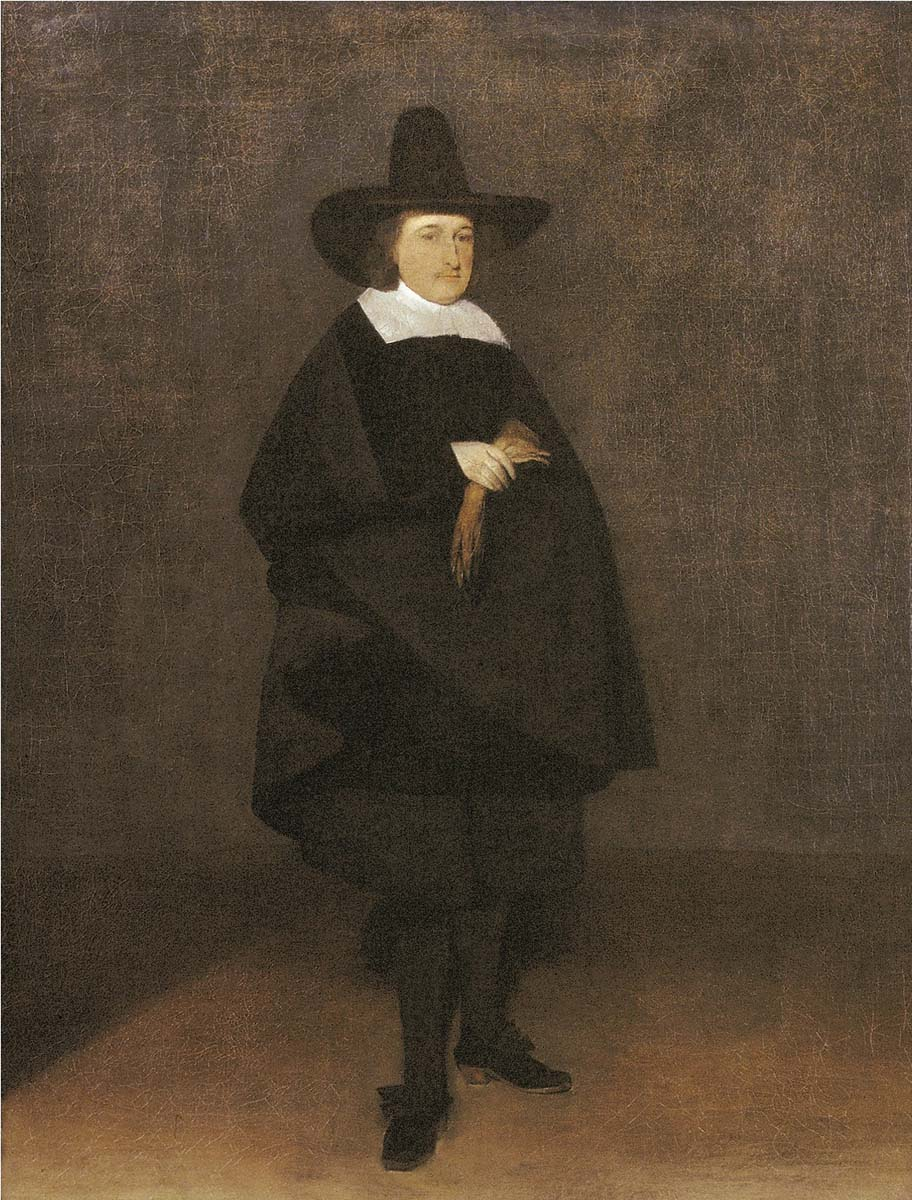
Retrato de Jan Roever, burgomestre de Deventer (1641-1648). Casa Museu Eva Klabin